# Cultura de la Còlquida
La Cultura de la Còlquida, o Cultura Kolkhys (en georgià: კოლხური კულტურა) és una cultura protohistòrica desenvolupada pels pobles de la Còlquida. Aquesta cultura arqueològica caucàsica s'estén des de l'edat del bronze inicial fins a l'inici de l'edat del ferro, al llarg d'un període datat entre 2700 i 700 anys abans de la nostra era.
La Cultura de la Còlquida s'estengué per les planes homònimes (un territori que correspon a l'actual part occidental de Geòrgia). Està particularment testimoniada a la conca i la vall del Rioni, així com al llarg de les costes georgiana i abkhàzia.
Aquesta cultura està documentada essencialment per les restes, els tels, els aixovars religiosos i mobiliari funerari.
La cultura de la Còlquida és alhora contemporània i predecessora de la Cultura de Koban.  A més, aquestes dues cultures protohistòriques presenten, en les seues produccions metal·lúrgiques —especialment objectes de bronze— i els seus ritus funeraris, analogies importants. 
La definició bàsica i la cronologia de la Cultura de la Còlquida les va establir l'arqueòleg rus Boris Kuftin el 1950. La periodització d'aquesta cultura protohistòrica la va ampliar i redefinir l'arqueòleg E. Mikeladze el 1974.

## Història

### Conjunt Cultural Còlquida-Kobanià
A la segona meitat del segle XIX, des de finals de la dècada dels 1860 fins a la dècada dels 1890, es feren excavacions a Ossètia del Nord, a la localitat de Koban.  Aquestes recerques ens permeten conéixer la Cultura de Koban.
Més tard, a principis del segle XX, els artefactes de bronze desenterrats a la part occidental del Caucas, que denoten ser del mateix tipus que els recollits a la necròpolis de Koban, així com als territoris d'Ossètia del Nord, permeteren als arqueòlegs soviètics V. Jo. Estrajev, A. A. Iessen i Boris Kouftine considerar l'existència d'un fàcies cultural uniforme en totes dues àrees. Es refereixen a aquest conjunt cultural com a Còlquida-Koban.

### Descobriment i excavació del tell d'Otxamtxira

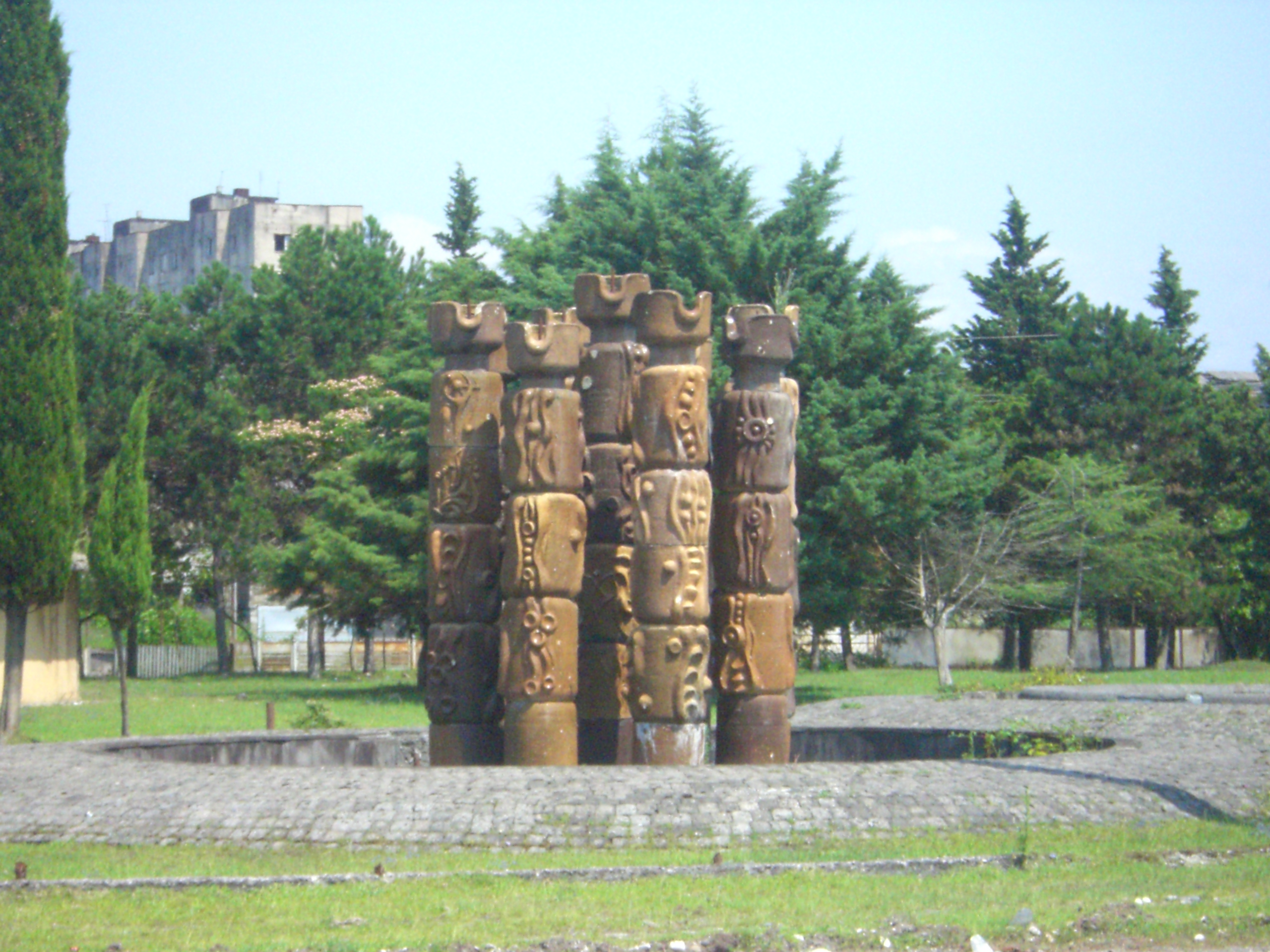
La ciutat d'Otxamtxira, lloc de descobriment i excavació d'un tell de la Cultura de la Còlquida

El descobriment de la Cultura de la Còlquida s'associa amb l'excavació de restes d'un tell situat a la costa de la ciutat d'Otxamtxira, al 1935. Aquesta operació la dugueren a terme els arqueòlegs N. L. Solov'ev i M. M. Ivaixenko. El tell d'Otxamtxira, que arriba a 7 m d'alçada, és un vast conjunt amb una planta ovalada que fa 75 m x 45 m  d'amplada. Aquest establiment, fundat a l'edat del bronze, té nivells i està equipat amb un recinte amb fossat. Durant la campanya dels anys 1930 també es van desenterrar habitatges de fang, associats amb el tell d'Otxamtxira.
Més excavacions, dutes a terme als jaciments de Gumista I, un turó fortificat situat en el districte de Soukhoumi, i Guandra i Machara IV-III, tots tres a la part nord-oest de la plana de la Còlquida, a Abkhàzia, així com dins d'estructures megalítiques abkhàzies, han permés destacar ceràmiques semblants a les trobades al jaciment d'Otxamtxira. Totes aquestes ceràmiques, que presenten la mateixa tipologia, van permetre, inicialment, establir una unitat i posar en perspectiva una possible tradició arqueològica designada amb el terme de Cultura d'Otxamtxira.

### Primera definició i periodització de la Cultura de la Còlquida
El 1950, l'arqueòleg georgià Boris Kouftine, després de l'excavació del tell de Dikha-Gudzubha (o Anaklia I i II, a Anaklia, el de Naokhvamu, al poble de Reka, a Rioni) a la dècada dels 1930, va establir una periodització bàsica de la Cultura de la Còlquida   i la de Pichori.  El mateix any, Kouftine també va determinar una classificació i una tipologia de la ceràmica de la Còlquida.

### Segona periodització de la Cultura de la Còlquida
El 1974, l'arqueòleg T. Mikeladze, basant-se en les estratigrafies dels jaciments de Dikhagudzba I i II i Pichori, refina la cronologia proposada per Kouftine i l'amplia fins a l'edat del bronze inicial. Mikeladze subdivideix la Cultura de la Còlquida en dos períodes: protocòlquides i còlquides.   El 1982, E. M. Gogadze reprén la proposta de Mikeladze i estableix una nova periodització basada en la classificació cronològica i la tipologia de les ceràmiques que s'han desenterrat: inclou una fase  protocolquídica, que es va desenvolupar en el bronze antic i que és diferent de la fase anomenada Colquídica antiga, corresponent al bronze mitjà i recent, així com a la primera edat del ferro. Gogadze també suggereix una relació molt estreta entre la Cultura de Koban i la de la Còlquida, particularment pel que fa a les produccions metàl·liques (destrals i dagues), però també al mobiliari i a les modalitats funeràries.
L'extensió cronològica de la Cultura de la Còlquida proposada per Gogadze és represa posteriorment per T. Mikeladze, que n'estableix una nova periodització, basada en la classificació cronològica i la tipologia de les ceràmiques que s'han desenterrat, i inclou una fase anomenada protocolquídica, una fase que es desenvolupa en el bronze antic i que és diferent de la fase anomenada colquídica antiga, corresponent al bronze mitjà i recent, així com a la primera edat del ferro.

### Excavacions
La campanya d'excavacions duta a terme al jaciment de Pitchori entre els 1980 i 1991 va permetre confirmar l'existència d'una cultura arqueològica de la Còlquida. El jaciment, situat a la vora de l'Enguri, és un tell amb una estructura interna esglaonada (s'hi han identificat quatre plantes). El tell de Pitchori, un assentament protohistòric típic de la plana inferior de la Còlquida, presenta un horitzó estratigràfic les fases del qual abasten des de mitjans del III mil·lenni ae (bronze antic) i el període d'hel·lenització del Regne de Còlquida (segle VI ae, finals de l'edat del ferro).  El tell s'eleva a una alçada de 6 m i s'estén més de 60 m de diàmetre. Està equipat amb un sistema de canonades. L'assentament protohistòric de Pitchori ha servit com a lloc de referència.

### Tercera periodització
El 1993, G. Pkhakadze, canvia el nom del període identificat per Mikeladze el 1974 (el protocolquidià) i el designa com a "Cultura de l'edat del bronze antic".
A la dècada dels 1990 i després a la segona meitat de la dels 2000, gràcies a la datació basada en el carboni 14 i al suport de l'estratigrafia del jaciment de Pitchori, se'n van identificar, reconéixer i establir un total de 10 subdivisions.

## Cronologia i periodització

### Informació general
La Cultura de la Còlquida es desenvolupà durant l'edat del bronze i l'edat del ferro. Abasta un període que va del 2700 ae fins al 700 ae. La Cultura de la Còlquida es divideix en dos períodes: el protocolquià, que abasta un període entre el 2700 ae i el 1600 ae; i el Colquià "antic", o Colquià tardà, que es data entre el 1600 ae i el 700 ae. Una tercera època, el Colquià final, una fase que abasta el segle VI ae i corresponent al període d'instal·lació de colònies gregues dins dels territoris de la Còlquida (fundades en particular pels milesis i els jònics). 

### Protocolquià
Les anàlisis radiomètriques i ceramològiques han permés identificar quatre subdivisions diferents pel que fa al protocolquidià: la fase del Protocolquidià IA, datada del 2700 ae a 2400 ae; la fase del Protocolquidià IB, del 2300 ae a 2100 ae; la fase del Protocolquidià IIA, compresa entre el 2100 ae i el 1900 ae; i la fase del Protocolquidià IIB, datada d'entre el 1900 ae i el 1700 ae.
El quart nivell, és a dir, el Protocolquidià IIB, que enllaça l'edat del bronze inicial amb l'edat del bronze mitjana, es considera una fase de "transició" entre el Protocolquidià i el Colquidià primerenc. Aquesta fase es considera transitòria per la presència simultània de ceràmica característica del Protocolquià i ceràmica característica del Colquià inferior.

### Còlquida antiga
La Còlquida antiga se subdivideix en 6 fases: la Còlquida antiga IA, que s'estén entre el 1700 i 1500 ae; la Còlquida antiga IB, compresa entre el 1500 ae i 1300 ae; la Còlquida lC, que s'estén des del 1300 ae al 1100 ae; la Còlquida IA, que es data entre 1100 ae i 900 ae i l'antiga Còlquida IIA, fase que cobreix el segle IX ae; l'antiga Còlquida IIB cobreix el segle VIII ae; i la fase inicial de la Còlquida IIC s'estén per tot el segle VII ae.

## Característiques

### Terminologia
La terminologia d'aquesta cultura protohistòrica és Cultura de la Còlquida.

En georgià, la Cultura de la Còlquida es coneix com a Kolkhuri Kultura (en alfabet georgià: კოლხური კულტურა ).

### Restes arqueològiques

#### Ceràmica
La ceràmica protocolquiana es classifica en dos tipus principals: ceràmica amb pasta de gra fi, que presenta una superfície negra brillant, i ceràmica de gra gruixut feta al torn.
El Protocolquià IA es caracteritza per atuells amb cos cilíndric, bols decorats amb línies horitzontals i gerros de cos ample i una base massissa que a voltes pot estar decorada amb motius que representen un brot de lli o una planta. La ceràmica d'aquesta fase generalment no té decoració.
La ceràmica estandarditzada del Protocolquià IB i IIA es classifica en dos grups. El primer grup són peces artesanes amb una superfície brillant decorada amb motius de galons i fistons. El segon grup n'és la terrissa comuna feta amb torn de terrissaire. A més, les peces fetes a finals del Protocolquià I (IB), amb una superfície negra i lluent, tenen una nansa que s'estén horitzontalment. Aquesta ceràmica està decorada amb motius geomètrics incisos i bandes obtingudes per pressió dàctil. La ceràmica feta en el Protocolquià II també és negra i polida, però la forma del mànec difereix de la del Protocolquià I.
El període Colquià inferior I es caracteritza per la ceràmica, sobretot de vasos, de gra gruixut i fets al torn. Aquesta ceràmica, que es cou a baixa intensitat, té cromatismes negres, grisos o roig-marrons. Té una decoració més elaborada que la que apareix en la ceràmica del Protocolquià II. Aquests motius es disposen regularment a la part superior de la peça i apareixen més sovint en forma de semicercles incisos, bucles o fins i tot pintes obtingudes amb la tècnica d'estampació. Les peces del primer període Intercontinental colquià es caracteritzen per nanses amb forma zoomòrfica i cossos decorats amb línies verticals. Durant el Colquià inferior IIA, la producció de ceràmica feta amb torn sembla ser relativament baixa. Aquest tipus de ceràmica, com la del Colquià inferior IA i IB, sol ser de color negre, terracota o gris. La superfície de la ceràmica feta al torn o a mà té una superfície més mat que les fetes durant les fases anteriors. A més, les formes d'aquestes peces de vaixella són més variades. Els bols sovint tenen una forma semiesfèrica i els recipients, amb espatlles arredonides, tenen vores fortament corbades. Les gerres i els pots tenen les vores eixamplades i el coll d'aquests artefactes sembla més pronunciat.
En els antics Colquidians IIB i IIC (segles VIII ae i VII ae), apareix un nou tipus de ceràmica. Es tracta de copes en forma de campana amb fons punxeguts i patrons acanalats. L'extrem del mànec té una petita prominència semblant a una banya.  La producció de ceràmica feta amb torn és predominant durant les fases IIB i IIC del Còlquidià inferior. La superfície a vegades en té una superfície brillant. Aquesta ceràmica presenta decoracions menys complexes que les realitzades durant les fases anteriors. Al contrari, les formes generals d'aquests artefactes de vaixella són més diversificades.

#### Producció metal·lúrgica

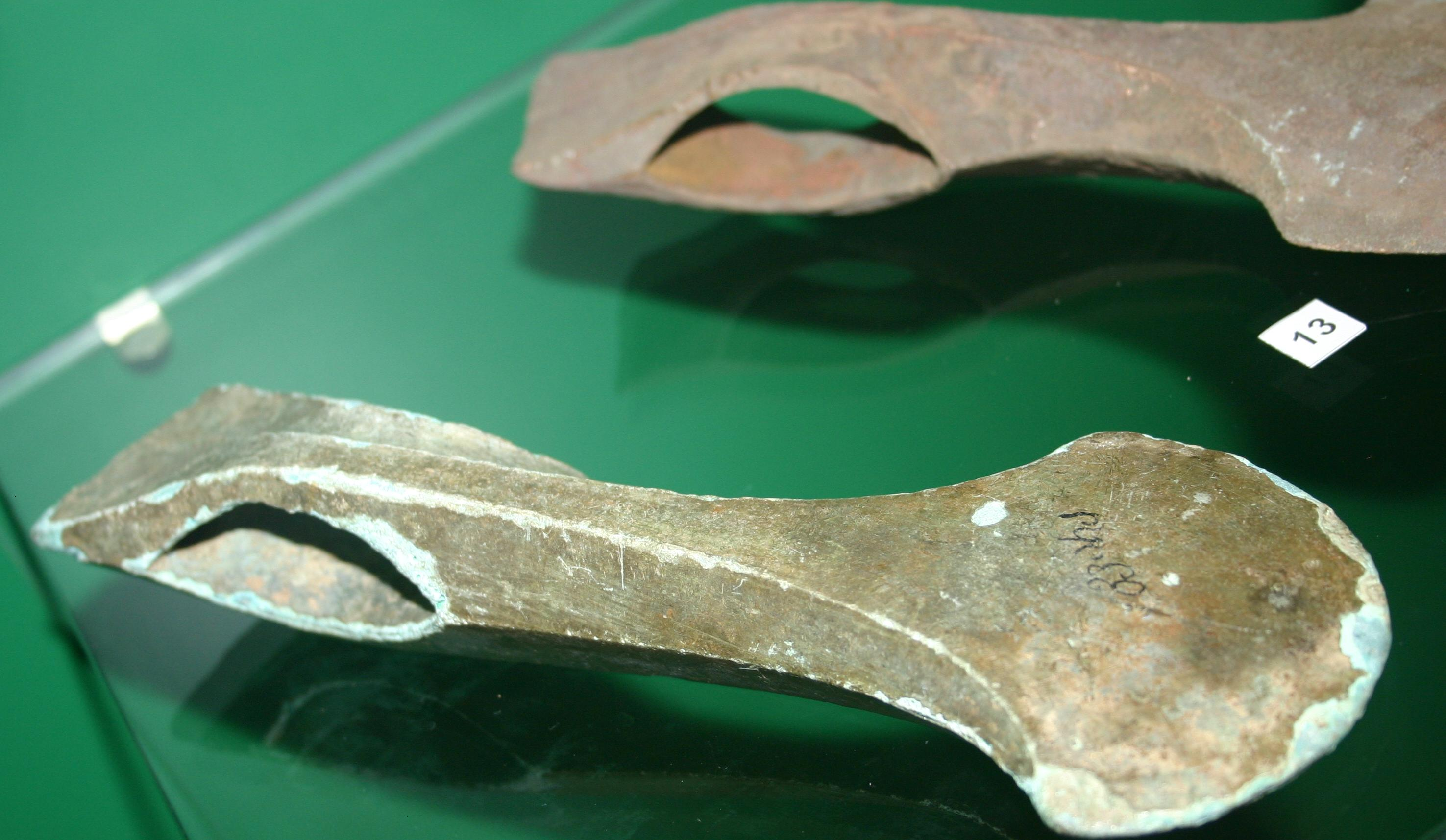
Destrals colquidianes (Museu Arqueològic de Batumi)

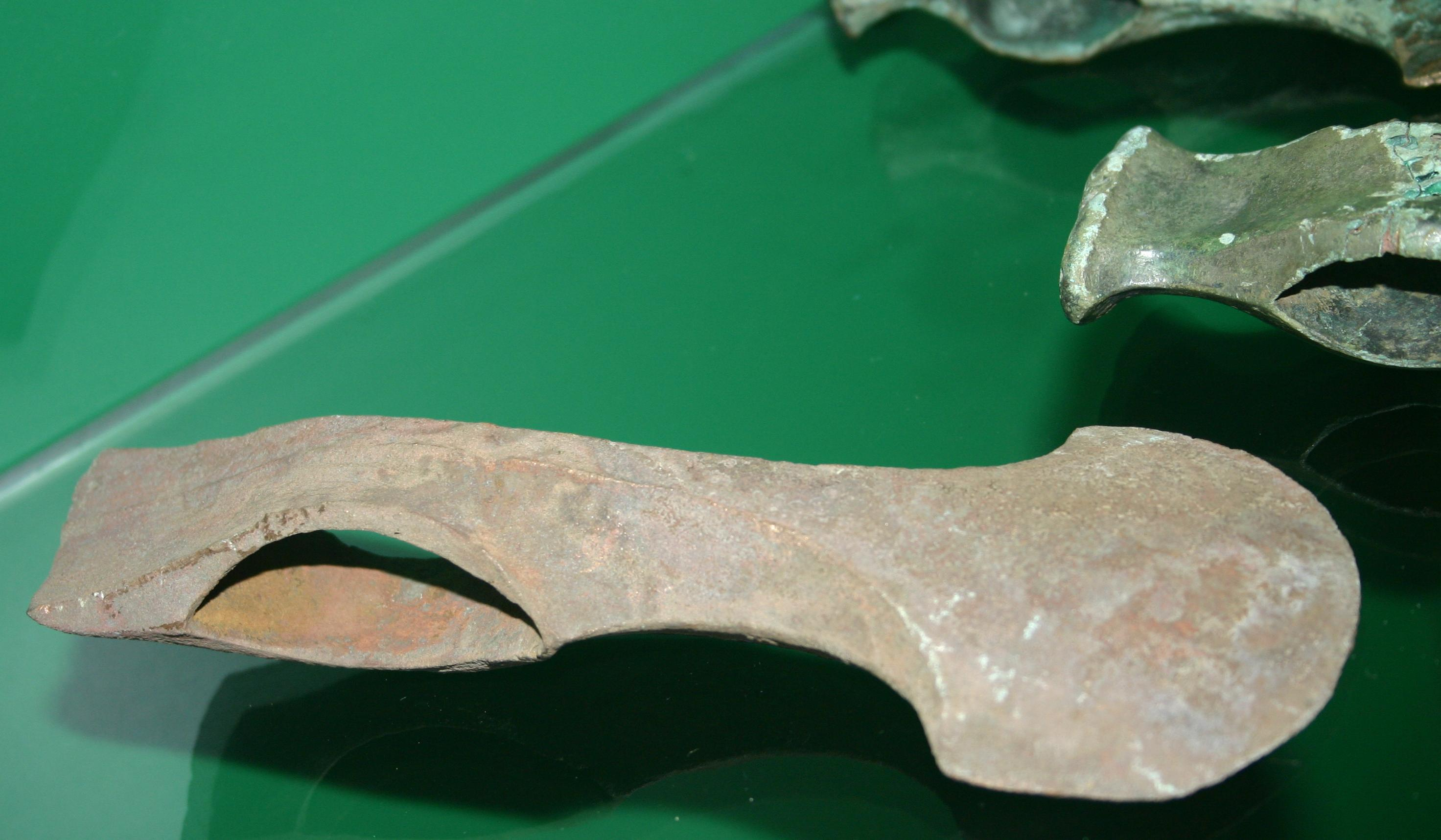
Destral colquidiana

Sis tipus de destrals colquidianes, la fabricació de les quals es remunta entre els segles XV ae i VI ae, s'han inventariat. La classificació de les destrals s'estableix segons la morfologia i els motius que adornen les fulles, i aquests dos trets estan marcats per una evolució contínua al llarg de cada fase cronològica. L'artesania d'aquests artefactes està estretament relacionada amb l'evolució de la producció de bronze entre el II i I mil·lenni ae.
Les destrals de la Còlquida, fetes de bronze, es caracteritzen per una fulla amb forma semicircular i una extensió del taló relativament llarga. Les seccions transversals tenen forma hexagonal. El forat fet al taló, per a inserir-hi el mànec, té un aspecte oblong i uniformement cònic. Les vores de les destrals adopten una forma de cresta. Durant les fases del bronze mitjà, la longitud de les destrals tendeix a disminuir i el seu aspecte esdevé més massiu. Les destrals colquidianes del bronze mitjà i final (Colquidià antic I) presenten motius geomètrics a les fulles associats amb representacions de criatures quimèriques. A més, aquestes peces d'armament també es troben sovint incises amb motius que representen cavalls.
L'artesania metal·lúrgica de la Còlquida, durant les fases recents -segles VIII ae, VII ae i VI ae-, Colquidià inferior IIB, Colquidià inferior IIC i Colquidià superior, es caracteritza per la producció de destrals de bronze, la classificació de les quals es designa com de tipus kobanocolquidià. Aquest tipus, algunes de les quals, en forma miniaturitzada, es trobaren en un context funerari, és massiva i pot tenir un extrem asimètric.
Aquesta artesania metal·lúrgica també està documentada per objectes cerimonials (fíbules, braçalets...).
Igual que les destrals, les dagues, les sivelles de cinturó, les llances i les fíbules de disseny colquidià sovint presenten motius zoomòrfics (cérvols, gossos, serps) associats a figures geomètriques. Aquests tipus d'ornaments se solen fer amb la tècnica d'incisió.
Els primers artefactes fets d'or són atribuïbles als segles VIII ae i VII ae. Aquests objectes es van descobrir en tres dipòsits de culte situats respectivament als pobles de Nosiri (província de Mingrèlia i Svanètia Superior), Partskhanakanevi (província d'Imerècia) i Tskhinvali (província de Xida Kartli)  El jaciment de Nosiri contenia penjolls granulats i de filigrana i una peça fragmentada de vaixella amb una decoració que representava un lleó. Una tassa, descoberta al jaciment de Marlik, hi presenta un ornament comparable. Els dipòsits de Partskhanakanevi i Tskhinvali també revelaren penjolls coberts amb grans i fils d'or.

#### Perles
La Cultura de la Còlquida es caracteritza per la producció de perles policromes fetes de pedra o vidre. Dels segles VIII ae al VI les perles es fan de cornalina. Alguns objectes d'aquest tipus, característics del mobiliari funerari colquidià antic IIB i IIC i del Colquidià final, s'han descobert al turó de Sakakilé, un jaciment el nom del qual prové del terme georgià kakili, que significa literalment 'perla'.

### Dipòsits religiosos i ritus funeraris
La major part del mobiliari funerari inclou artefactes metàl·lics. Aquests dipòsits, com els de culte, presenten importants semblances amb els de la Cultura de Koban.  Els artefactes votius que representen deïtats i objectes de taula destinats a begudes alcohòliques caracteritzen els dipòsits de culte i els funeraris. La majoria dels objectes metàl·lics de la Còlquida, fets de bronze o coure, es van descobrir en contextos funeraris o es van recollir de dipòsits de culte.  De tots aquests tipus de jaciments trobats al territori caucàsic, s'han identificat 150 de pertanyents a la Cultura de la Còlquida. Aquests dipòsits es troben més sovint relativament lluny de les zones d'hàbitat. El jaciment d'Ude, desenterrat el 1956 i l'ús del qual data del bronze final i de la primera edat del ferro, va revelar un dipòsit de culte que comprenia al voltant d'un centenar d'objectes de bronze i ferro, incloent-hi destrals i llances atribuïbles al voltant dels segles XI ae i X ae.

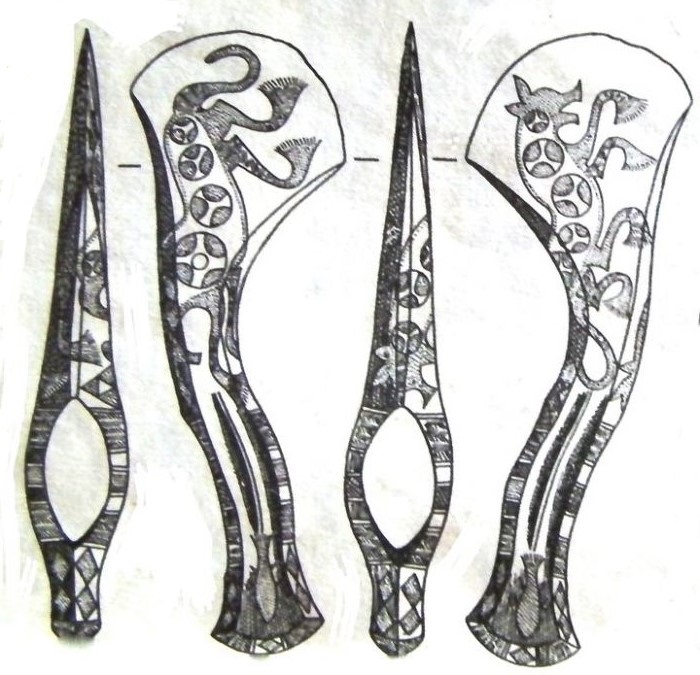
Esbossos de destrals de la Còlquida (vistes laterals i horitzontals), trobades a la necròpolis de Tli

Les modalitats funeràries de la Còlquida varien d'una regió a una altra.  Els ritus funeraris caracteritzen la part sud de la plana còlquida, mentre que els ritus de cremació són més aviat específics de les parts nord, oest i central. Els difunts són enterrats en postura fetal o ajupits.  En aquest cas, els morts jauen indistintament sobre el costat dret o esquerre, però els cossos es troben sempre orientats cap a un punt cardinal. Als territoris occidentals, les cendres dels difunts simplement es col·loquen en una fossa. En canvi, als territoris del nord, les tombes s'uneixen a estructures de pedra. A l'est d'Abkhàzia, i també a la part central de la plana de Còlquida, les restes cremades es posen en una urna, que al seu torn es col·loca dins d'una tomba col·lectiva. El domini funerari de la Còlquida està documentat, en menor mesura, per l'existència de tombes de cista: aquest tipus d'enterrament només està testimoniat per a les fases més recents (des del 750 ae) Al Cementiri de Brili, la majoria de les tombes de cista contenen restes d'individus masculins. 
Segons l'arqueòleg Nikoloz Gobejishvili, es poden distingir nou tipus principals d'estructures funeràries colquidianes. Aquestes categories són enterraments que contenen un ossari; les tombes cobertes amb una estela i envoltades de pedres en forma lineal; les tombes col·lectives -utilitzades a partir del segle X ae-; i les estructures funeràries construïdes parcialment amb elements de fusta, representen quatre de les nou categories inventariades. Les tombes només amb fossa, el tipus d'estructura funerària més comú, representen un total del 33,4% de tombes que han estat excavades, registrades i identificades. Aquestes estructures, anomenades de "simple configuració", es poden classificar en tres subcategories: fosses de planta circular, fosses amb recinte ovalat i fosses de planta rectangular. En el domini funerari de la Còlquida, els kurgans estan representats encara més rarament que les tombes de cista. La necròpolis de Goradziri, situada a la regió d'Imerècia, és l'únic cas d'estructures funeràries colquidianes del tipus kurgan que ha estat inventariat. Aquests kurgans daten dels segles VIII ae i VII ae. Per a N. Gobejishvili, la significativa heterogeneïtat i la gran varietat de modalitats funeràries destacades dins de l'àrea de difusió colquidiana podrien estar associades amb l'existència de "microcultures".

### Hàbitats i estructures

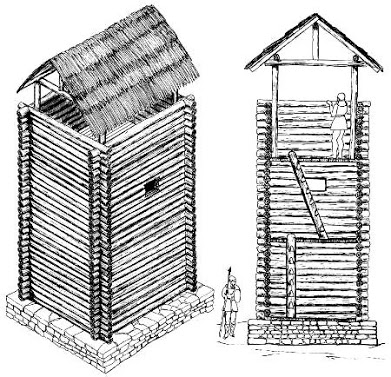
Exemple d'estructura d'hàbitat de la Còlquida

Els edificis i estructures de la plana occidental de la Còlquida, com ara el jaciment d'Anaklia II, el període d'ocupació del qual es data d'entre el 2000 ae i el 1500 ae, són de fusta. Les estructures d'Anaklia II consten d'un conjunt de bigues que descansen sobre una plataforma. Aquestes plataformes, que cobreixen una superfície d'uns 20 m, estan envoltades per recintes quadrangulars fets amb peces de fusta barrejades amb terra i que fan 250 cm  d'alçada per 150 cm d'ample. Les plataformes, a vegades farcides d'argila, coronaven turons artificials que daten de l'edat del bronze i de la primera edat del ferro. La superfície de les plataformes rarament supera la dels monticles artificials.
Els conjunts colquidians descansen sobre túmuls artificials (tels o turons fortificats), les dimensions dels quals varien tant en alçada com en superfície. El tell colquidià més alt registrat es troba al jaciment de Patriketi Hillock, a la plana de la Còlquida, i s'eleva fins a 9 m. El tel més baix inventariat es troba a la riba dreta del riu Tsivil. Té una alçada de 50 cm. El túmul colquidià més gran conegut, descobert al jaciment de Namardu, té un diàmetre de 160 m, i el tel més petit registrat, identificat al jaciment de Lekhaindrao Dikha-gudzuba, s'estén al llarg de 20 m.
Alguns conjunts estan envoltats d'un fossat, com és el cas dels assentaments protohistòrics de Naokhvamu, de Namtcheduri.  Més rarament, els conjunts colquidians estan tancats per un doble fossat, com el que es destaca al jaciment d'Anaklia Dikha-gudzuba.  Els turons fortificats de Nosiri i de Kekeruli Zuga tenen una rasa vorejada amb un dic.  Les rases tenen una amplada mitjana de 20 a 25 m.
S'han trobat sistemes de canals als jaciments de Namardu i Pichori.  Els aparells hidràulics de Pichori i Namardu daten dels segles IX ae i VIII ae. El conjunt Pichori, que consta de quatre tells, té un únic sistema de subministrament d'aigua. Aquest dispositiu hidràulic, construït al centre dels quatre túmuls artificials, possiblement hauria estat connectat a les rases dels quatre tells.  El canal Pichori era, en el moment del seu ús, afluent directe del riu Gagida. Namarmu, un establiment amb cinc tells, està equipat amb un sistema de doble canonada. El primer canal envolta el monticle central.  Està connectat al nord, mitjançant un ramal, amb el segon canal. Aquesta segona via navegable envolta els quatre tells perifèrics. El segon canal està connectat al riu Picori. 

## Àrea d'emissió

### Visió general
La Cultura de la Còlquida es va estendre per les costes orientals de la mar Negra, a la costa de Kulanurkhva, al nord (d'Abkhàzia), fins a la zona al voltant de Batumi al sud. Es distribueix dins de la plana de la Còlquida, especialment a la vall i la conca del Rioni. Més a l'est, es testimonia fins a les rodalies de Tskhinvali, a Xida Kartli, així com a Khovlegora (o Khovle Gora), un jaciment també situat a Kartli, dins del districte de Kaspi.   La Cultura de la Còlquida també està testimoniada al llarg del riu Ochkhamuri, així com al delta i la conca de l'Enguri. S'han identificat rastres de materials a la regió de Samtskhé-Djavakheti.
Els jaciments de la Cultura de la Còlquida generalment es presenten en forma de tels, turons i túmuls fortificats. La majoria dels túmuls funeraris colquidians, coneguts localment com a Dikhagudzuba georgians, tenen fases estratigràfiques que abasten des de l'edat del bronze inicial fins al final de l'edat del ferro. S'han identificat, excavat i inventariat un total de 44 edificacions d'aquest tipus, amb poca o cap estratigrafia alterada, en territori georgià.

### Nord-est de la plana de la Còlquida
S'han descobert artefactes de la Cultura de la Còlquida a la fortalesa medieval de Dekhviri, situada al districte de Tsagueri. Els mobles colquidians trobats a Dekhviri inclouen una escultura de bronze que representa un cavall. Aquesta peça està datada del voltant del VIII ae i VII ae. El jaciment de Kulanurkhva, que apareix com un turó fortificat, contenia una destral, datada dels VIII ae-VII ae i el mànec del qual està decorat amb una escultura que representa un gos bordant. El jaciment d'Ojora, situat a l'antiga regió de Samachablo (territori que forma part de l'actual Ossètia del Sud), va revelar una destral amb un mànec tallat en forma de gos i també atribuïda al voltant dels segles VIII ae-VII ae.

### Costa georgiana

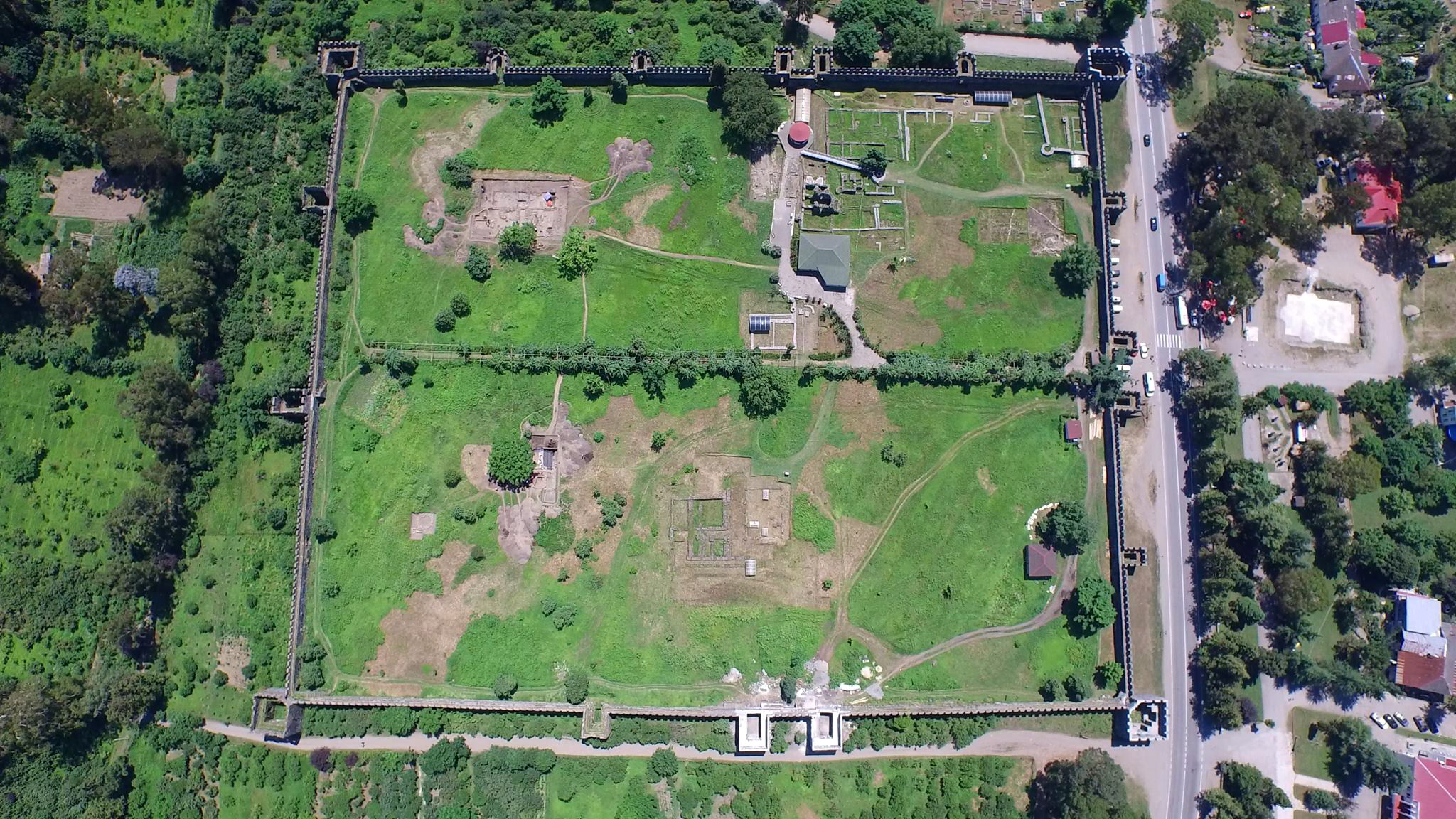
Vista aèria del jaciment de Giono-Apsarus

#### Jaciment de Pichvnari

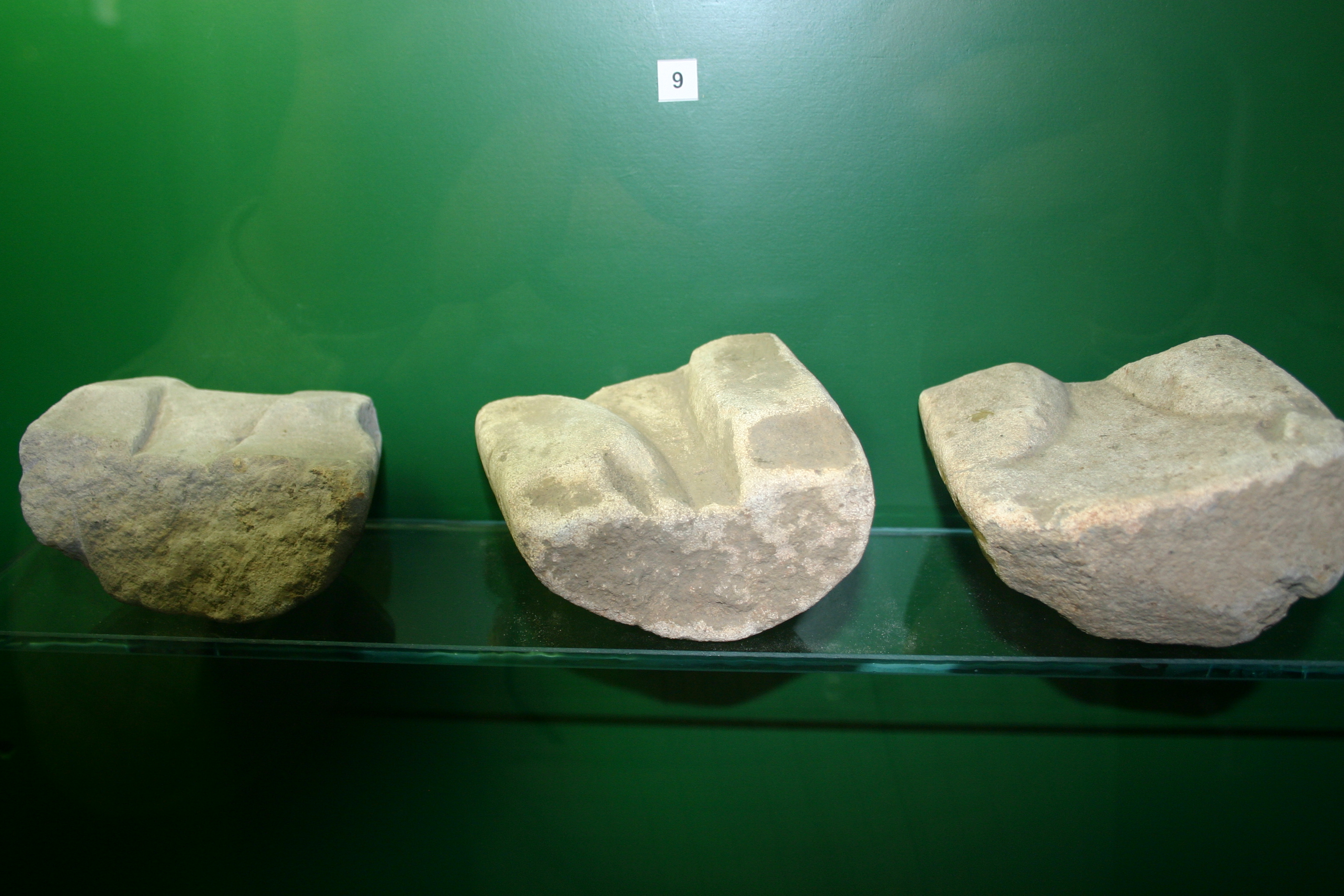
Fragments d'un motle per fondre una destral trobats a Pichvnari

El jaciment de Pichvnari (o P'ichvnari), un conjunt de la part sud-oest de la costa georgiana, entre els rius Txòloki i Ochkamuri i a 10 km al nord de la comuna de Kobuleti, va revelar les restes d'un tel i fargues de la Cultura de la Còlquida, els períodes d'ús dels quals es daten del VIII ae-VII ae, o fins i tot del VI ae.  El jaciment es va descobrir durant la dècada dels 1950 i era sota 3 i 4 m de capes sedimentàries. L'assentament de Pichvnari, orientat en un eix nord-sud, cobreix una àrea d'unes 100 ha. S'hi han descobert dipòsits religiosos a una profunditat de 7 m.
A Pichvnari, a la Cultura de la Còlquida la segueixen les fases arcaica i clàssica gregues.

#### Jaciment de Phasis
La Cultura de la Còlquida, durant el seu segon període (del segle IX ae al VII ae), està testimoniat pel jaciment de Phasis, un establiment corresponent a l'actual ciutat portuària de Poti. Phasis estigué, en els períodes següents, fortament marcada per la colonització hel·lènica. Les excavacions del jaciment van permetre desenterrar tombes col·lectives que contenien mobiliari funerari variat i abundant. Els dipòsits funeraris estan compostos de fíbules de bronze, figures zoomorfes i fragments de ceràmica. Una de les tombes, l'enterrament catalogat N4, datat d'entre el segle VIII ae i el primer quart del segle VII ae, fa 11 m x 5 m i té accés. Aquest enterrament col·lectiu, del qual no es van trobar ossos intactes, proporcionà 596 objectes. Els mobles són fets de peces de materials diversos: bronze, peces fragmentades d'argila i fusta, objectes de coure, or, ferro, argent i altres artefactes de pedres semiprecioses i ambre. Entre les peces recollides, els arqueòlegs identificaren eines agrícoles i d'artesania, elements d'adorn, estatuetes zoomorfes (una en representava un lleopard) i una altra que representava un toro. La tomba N4 també revelà una figureta que representava un centaure femení, probablement una efígie d'una deïtat. Tot el mobiliari funerari és característic del període prehel·lenístic.

### Abkhàzia
El jaciment de Pichori, al nord-est de Gali i a 500 m de les ribes de l'Inguri, ha proporcionat restes d'un tel de planta el·lipsoïdal, de 70 m de llarg i 30 m  d'ample. Cobreix una superfície de 12 ha i arriba als 5 m d'alçada. L'excavació en mostrà una estratigrafia dividida en vuit fases que van des del III mil·lenni ae al IV mil·lenni ae. Els dos nivells més antics (la setena i la vuitena fase) mostren que el tel es va habitar del XXIII ae al XXI ae. Aquests nivells proporcionaren mobiliari compost, entre altres coses, per 8 aixades de bronze i 25 motles de gres. La ceràmica, típicament colquidiana, són peces de color negra, superfície brillant i les pastes de les quals s'han afegit amb palla. La part inferior d'aquesta ceràmica té patrons teixits.
A Abkhàzia, la Cultura de la Còlquida també està testimoniada al poble d'Eshera, a Primorskoe (Arsaul), a Ch'orokhi, a Gagra,  a Kulanurkhva i a Mokvi.

### Província de Lechkhumi
Durant l'edat del bronze, l'àrea de Letchkoumi fou un centre important de producció de monedes de bronze i mineria del coure. Els tallers colquidians d'aquest territori, a la cruïlla de rutes comercials entre Europa i Àsia, van crear, en aquest període, importants relacions tecnològiques i econòmiques. La zona s'excavà per primera volta a començament dels anys 1960. Les investigacions realitzades a la dècada dels 2010 en jaciments protourbans i dipòsits funeraris a prop de Tskheta i Derkhvili van permetre descobrir mobiliari antic típic de la Còlquida. Es desenterraren onze dipòsits que contenien parts d'armes, vaixella de bronze i residus de coure associats amb ceràmica.
La Cultura de la Còlquida, dins del massís de l'antiga província de Letxkhúmia, està documentada pel jaciment de Dogurashi I, que es troba a 7 km de Tsagueri, a prop del naixement del riu Dogurashis Gele, un afluent del Tskhenistskali. El jaciment, l'ocupació del qual es data d'entre els segles XIII ae al IX ae, fou un important centre de producció metal·lúrgica. El coure, el material bàsic per a la producció d'artefactes de bronze, s'extreia de les mines de la serralada de Letxkhúmia.

### Conca i Vall del Rioni

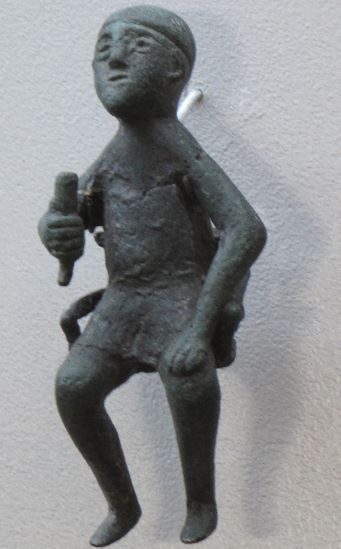
Un Tamada de bronze. Peça del VII ae trobada a Vani

Un dels centres més importants de la conca del Rioni és l'assentament protohistòric de Vani i rodalia, amb el turó fortificat de Sakakilé, Dablagomi, Solori, Mtisdziri i Chouamtha.
L'estratigrafia del jaciment de Vani (un turó fortificat conegut com a Akhvledianebis Gora)  mostra les fases del Colquidià inferior IIB i IIC (VIII ae i VII) i el Colquidià final (VI ae), seguida de les fases hel·lènica, romana i medieval. Les primeres investigacions realitzades a Vani es feren a la dècada dels 1870. El jaciment d'Akhvledianebis Gora té forma triangular i cobreix una superfície d'unes 8,5 ha. Els nivells del colquidià foren alterats greument. Les peces destacades en aquests nivells són restes d'estructures fetes de tova, altres de fusta, totes associades a vaixella ceràmica trobada de forma fragmentada. Una estatueta, un artefacte designat amb el terme tamada complementa el material que se n'ha extret. Aquesta figureta, datada del segle VII ae, representa un home assegut fent un brindis.

El jaciment de Vani conté una zona de culte (sacrificis) que data del segle VIII ae i VII ae i que s'estén sobre una superfície de 90 m. Aquest lloc de dipòsit religiós ha proporcionat restes d'estructures arquitectòniques, incloent-hi una capa de guix i argila en què s'han identificat rastres de bigues de fusta, així com una llar de foc plena de fragments de ceràmica i ossos de bòvids i porcs.  Les excavacions de la zona també van revelar objectes rituals i exvots, incloent-hi estatuetes zoomorfes, figuretes que representen criatures fantàstiques fetes de terracota i altars fets d'argila en forma de miniatura i vaixella de ceràmica. Per a l'arqueòloga Vera Tolordava, com per a Otar Lordkipanidze, l'estudi dels elements materials recollits al jaciment mostra que es tracta de les restes d'un "conjunt religiós i de culte". A causa d'una economia autòctona basada en gran manera en l'agricultura, els arqueòlegs creuen que aquesta zona de culte, en el moment del seu ús, devia estar dedicada a una deïtat solar. Les peces de ceràmica recollides dins del complex religiós es feren totes en un torn de terrissaire. La major part del dipòsit ceràmic està compost de ceràmica negra amb una superfície brillant. Aquests artefactes tenen formes alternativament cilíndriques i bicòniques. Les tasses tenen fons en forma de ríton. El mobiliari ceràmic també inclou bols, gerres i tasses. La majoria de les nanses tenen excrescències en forma de banya (zoomorfes). 

Jaciment de Vani
Vista panoràmica
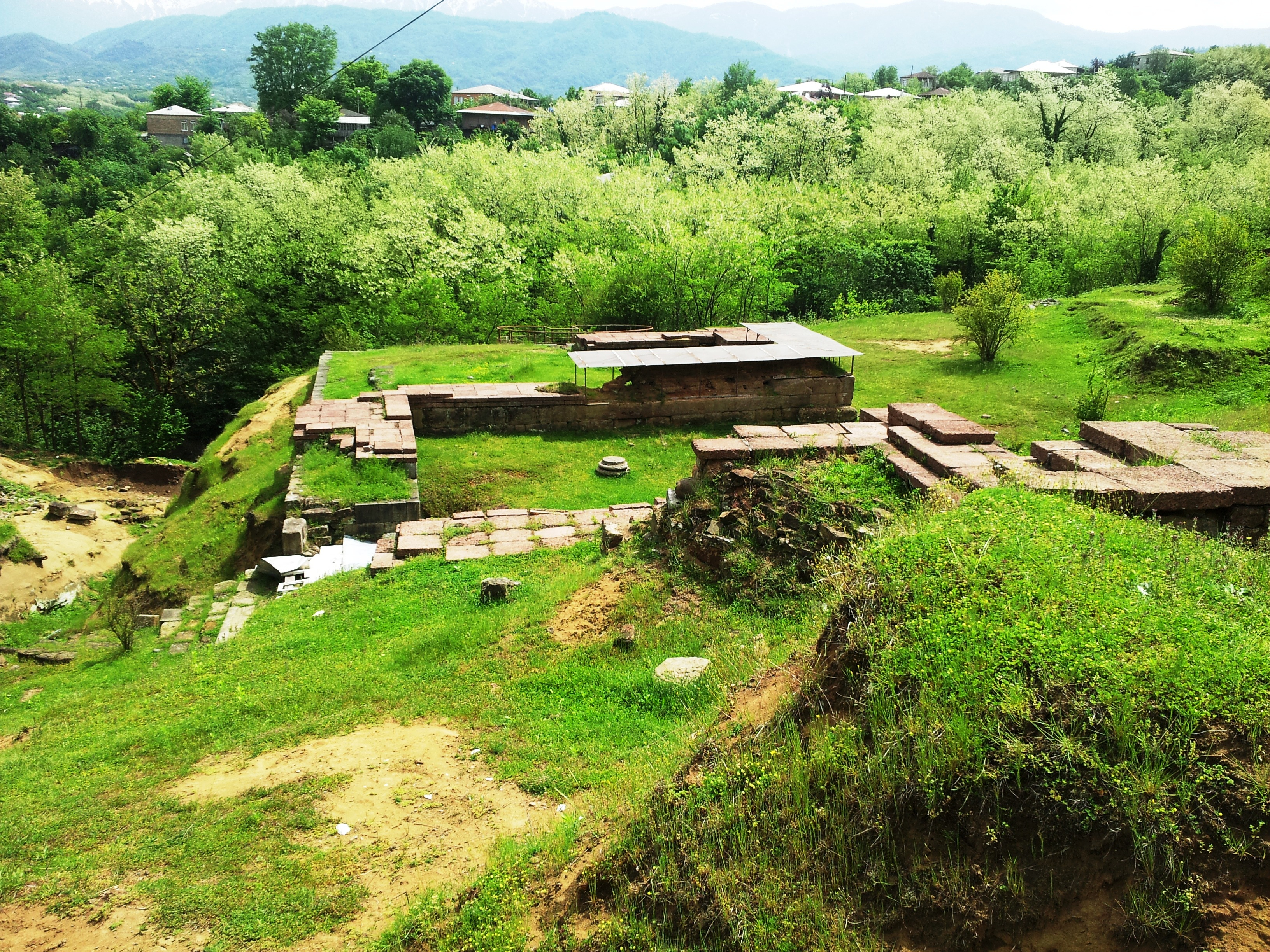
Ruïnes del jaciment de Vani
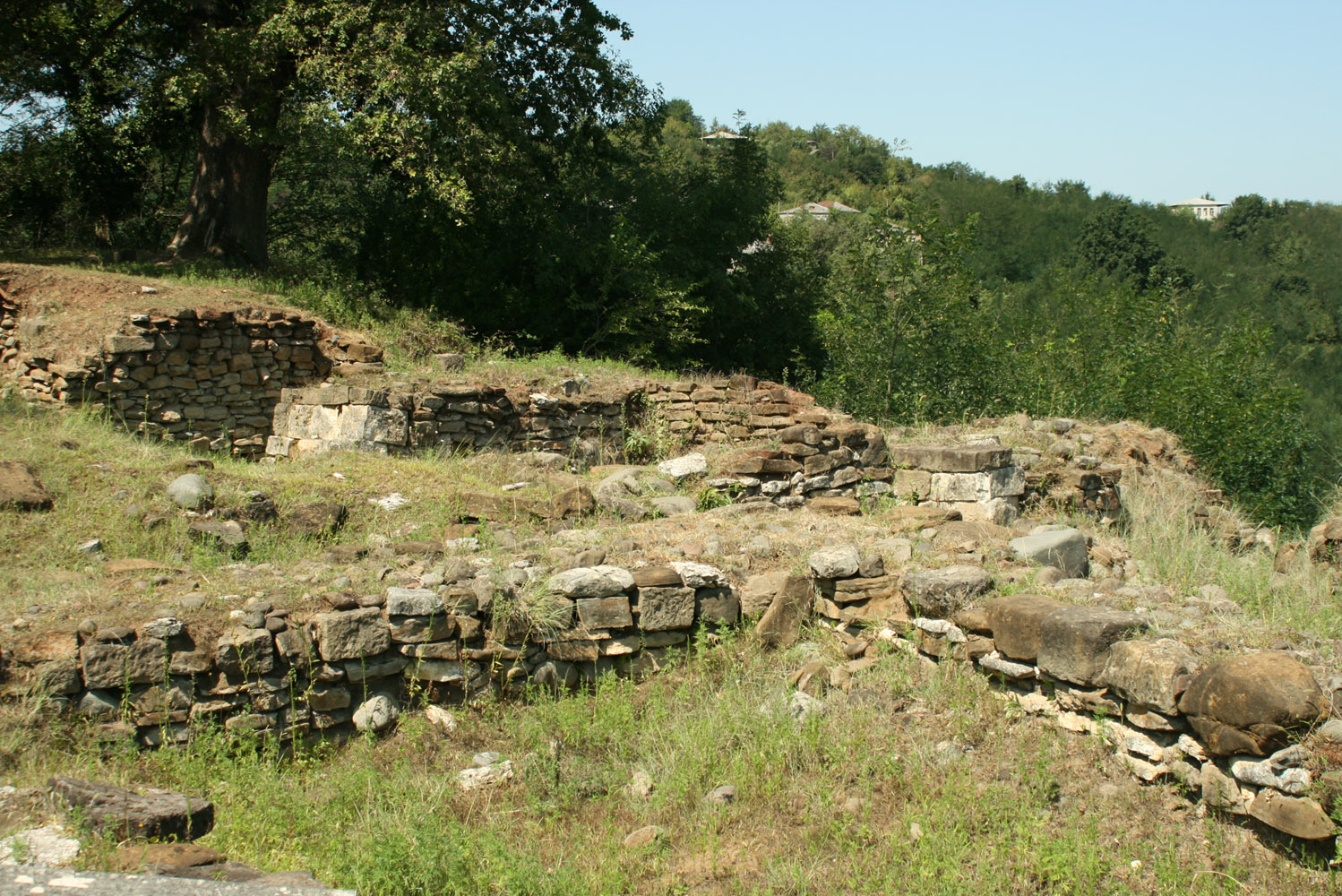
Restes del jaciment de Vani
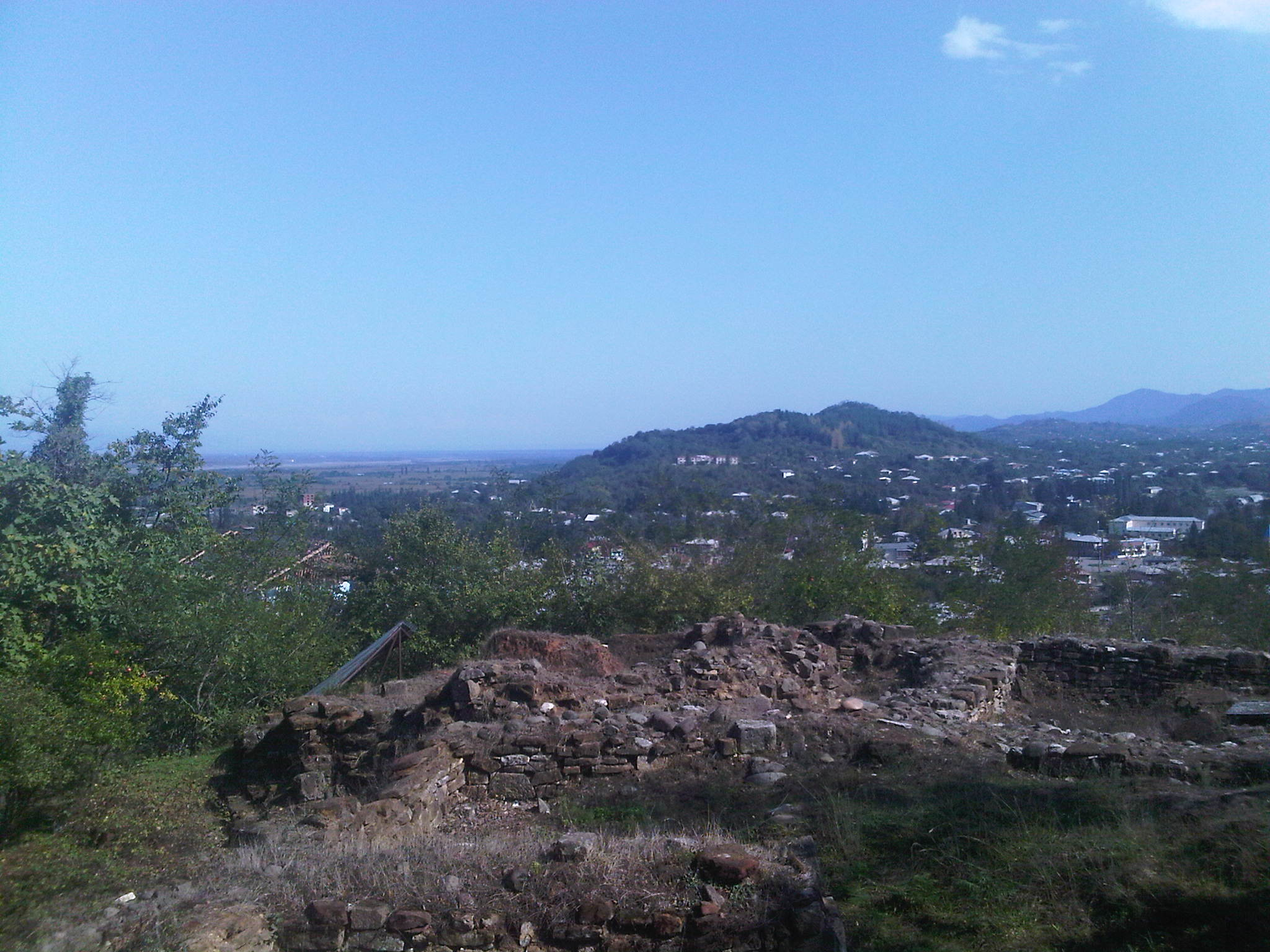
Ruïnes del jaciment de Vani

Conca del Rioni
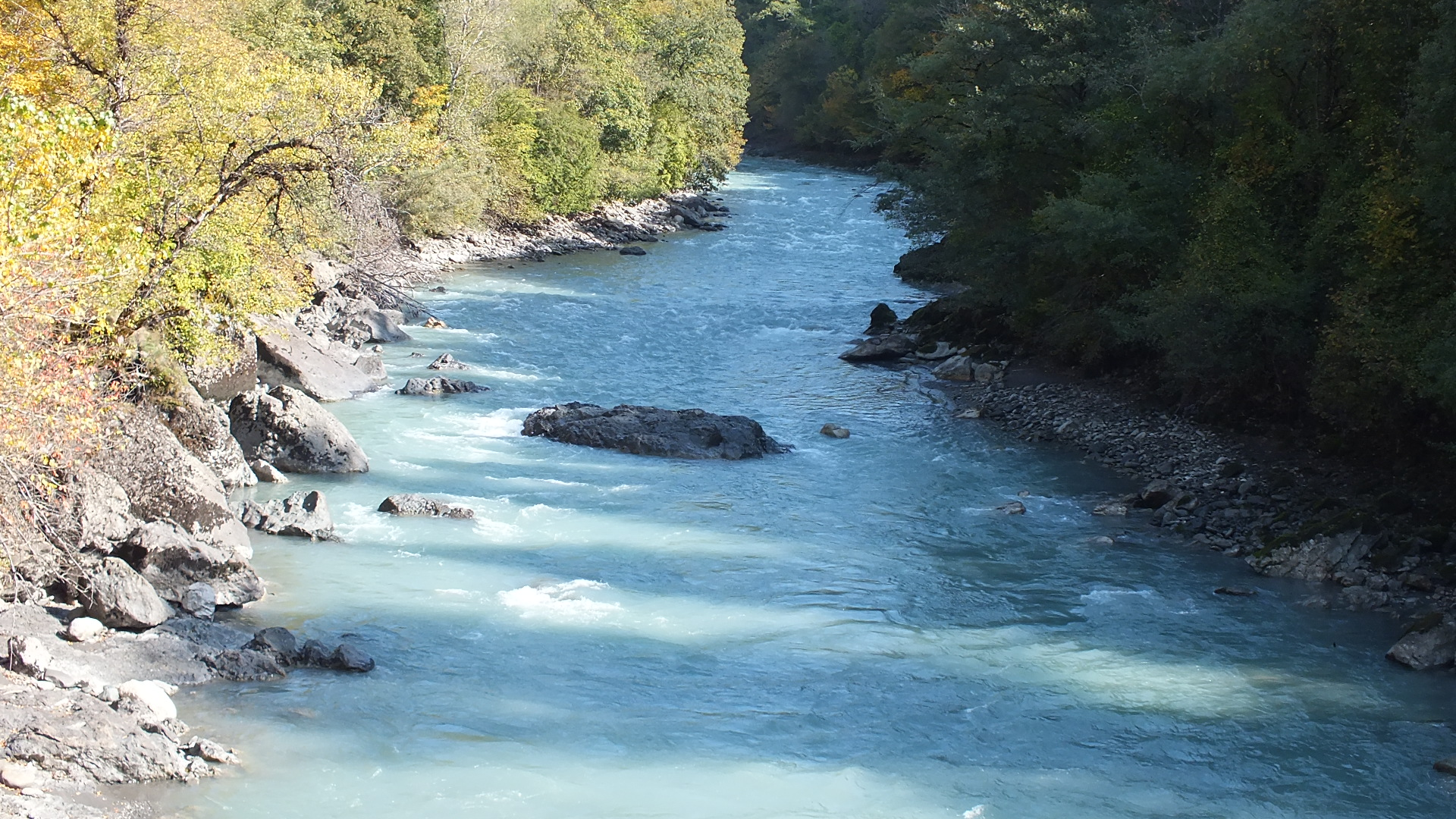
Curs del Rioni
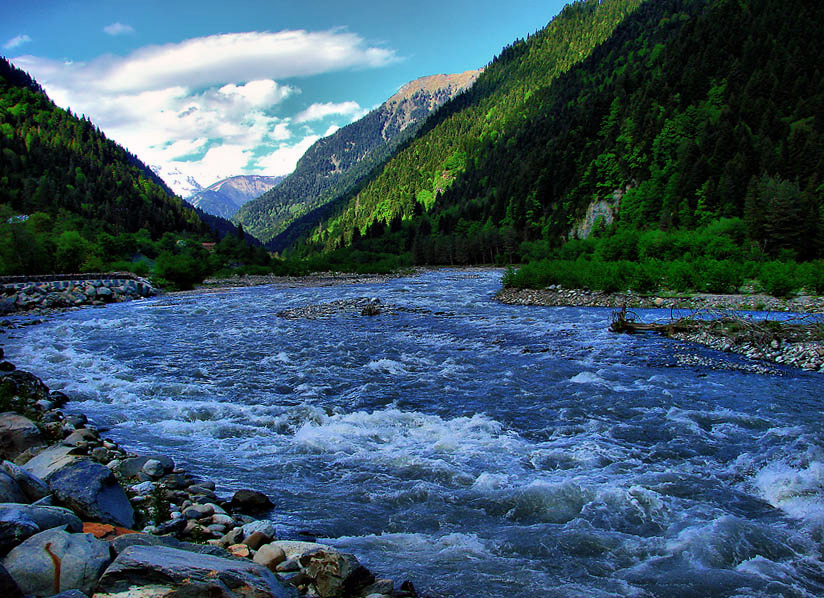
Curs del Rioni
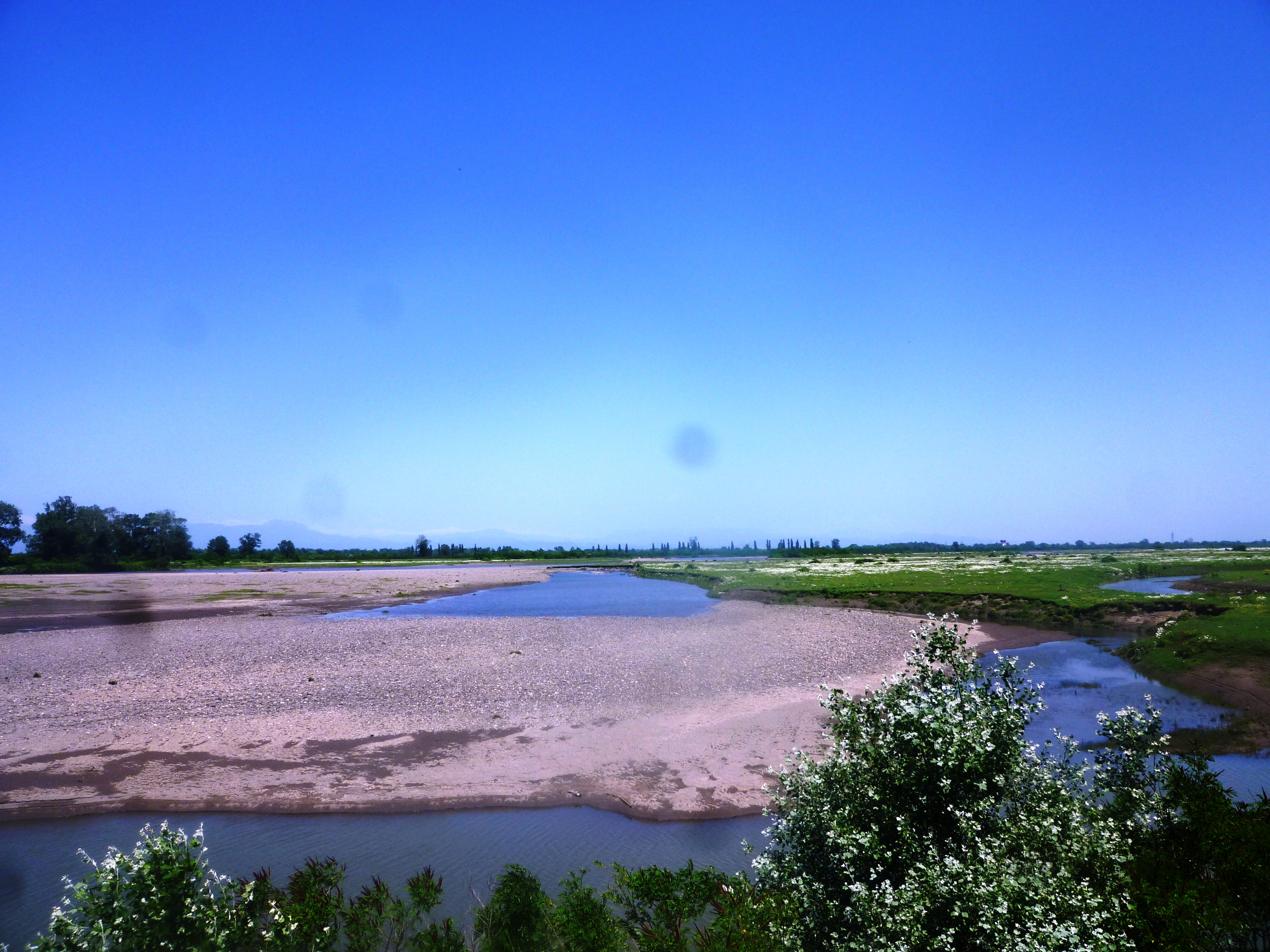
Vall del Rioni
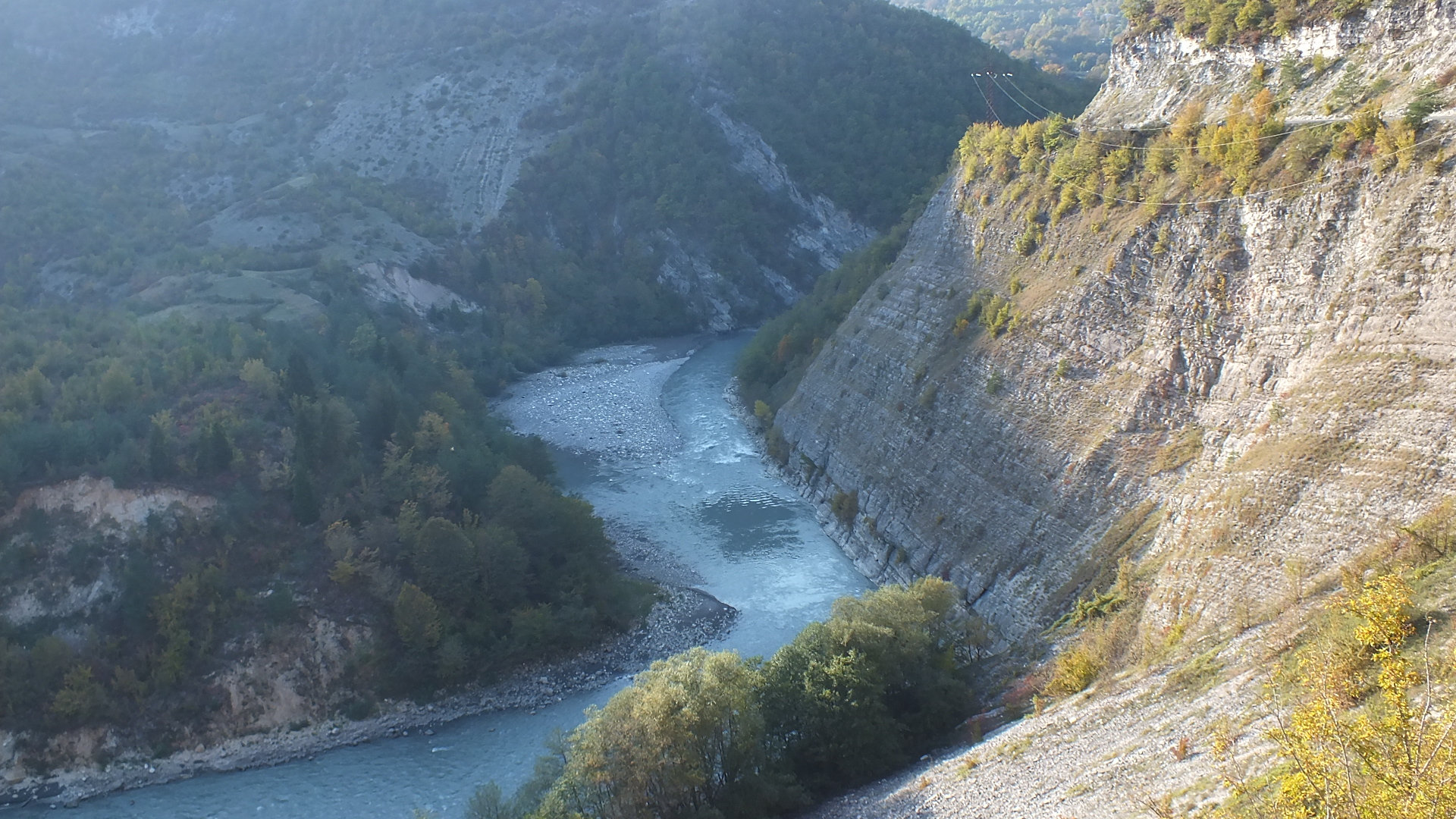
Vall del Rioni

Conservació museística
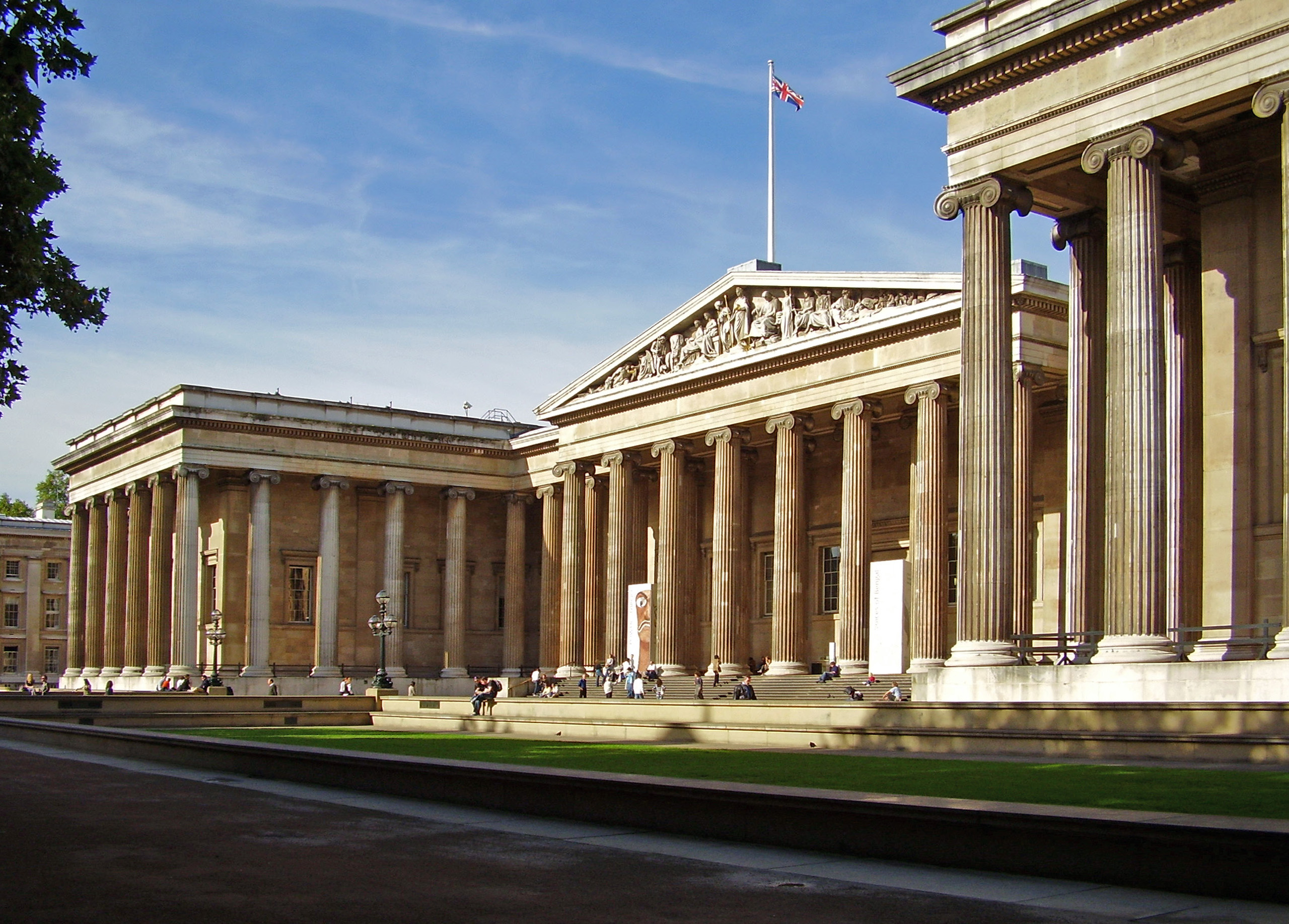
Façana del Museu Britànic
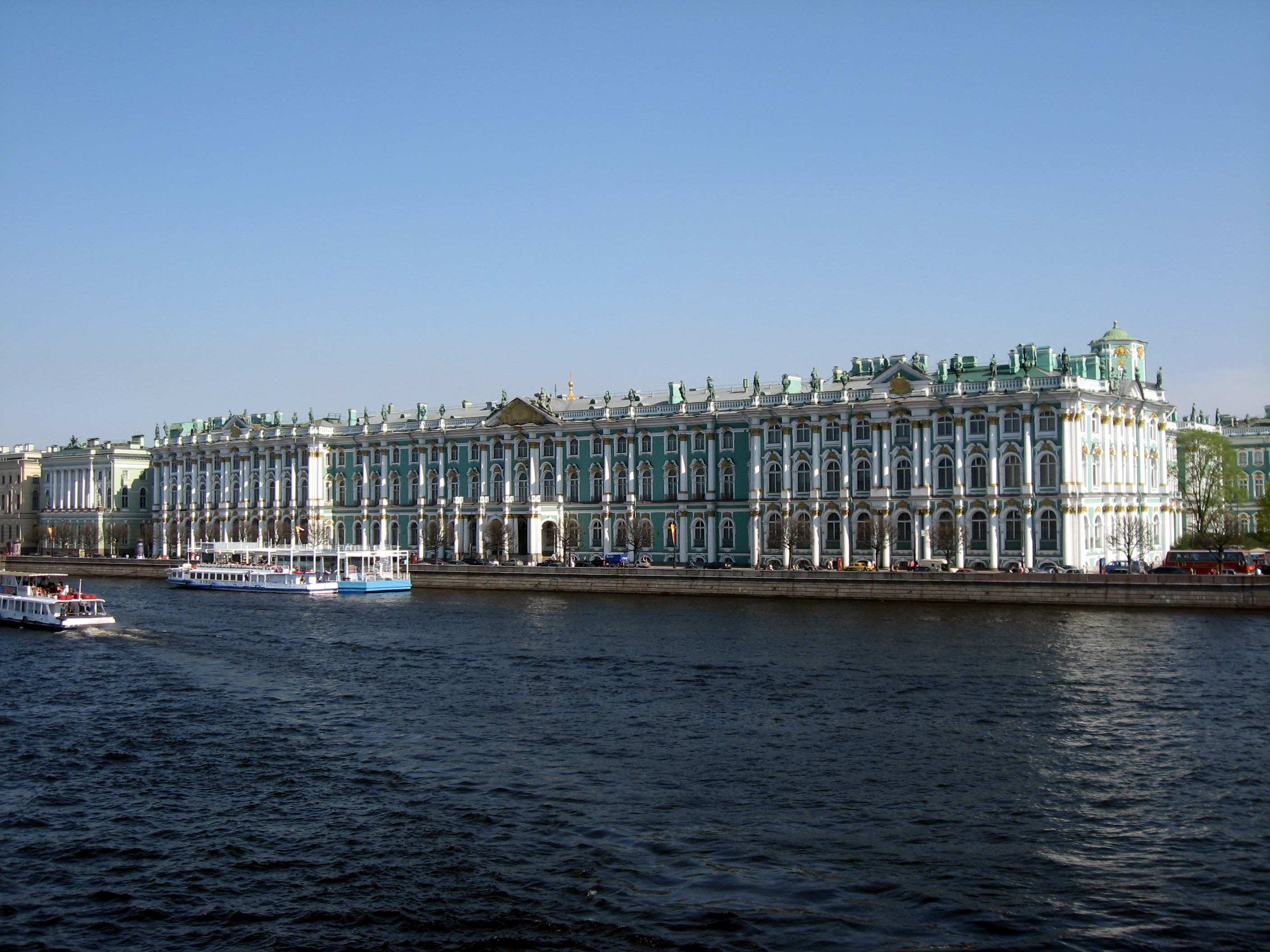
Façana del Museu de l'Hermitage
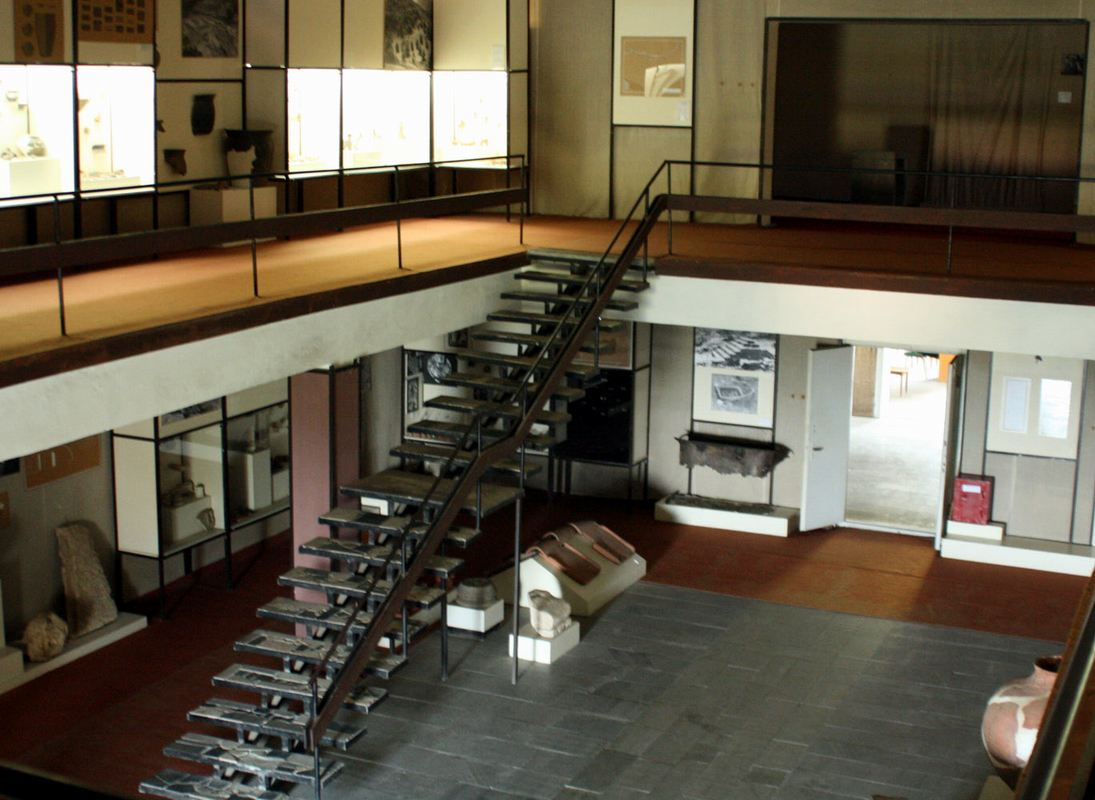
Interior del Museu Arqueològic de Vani
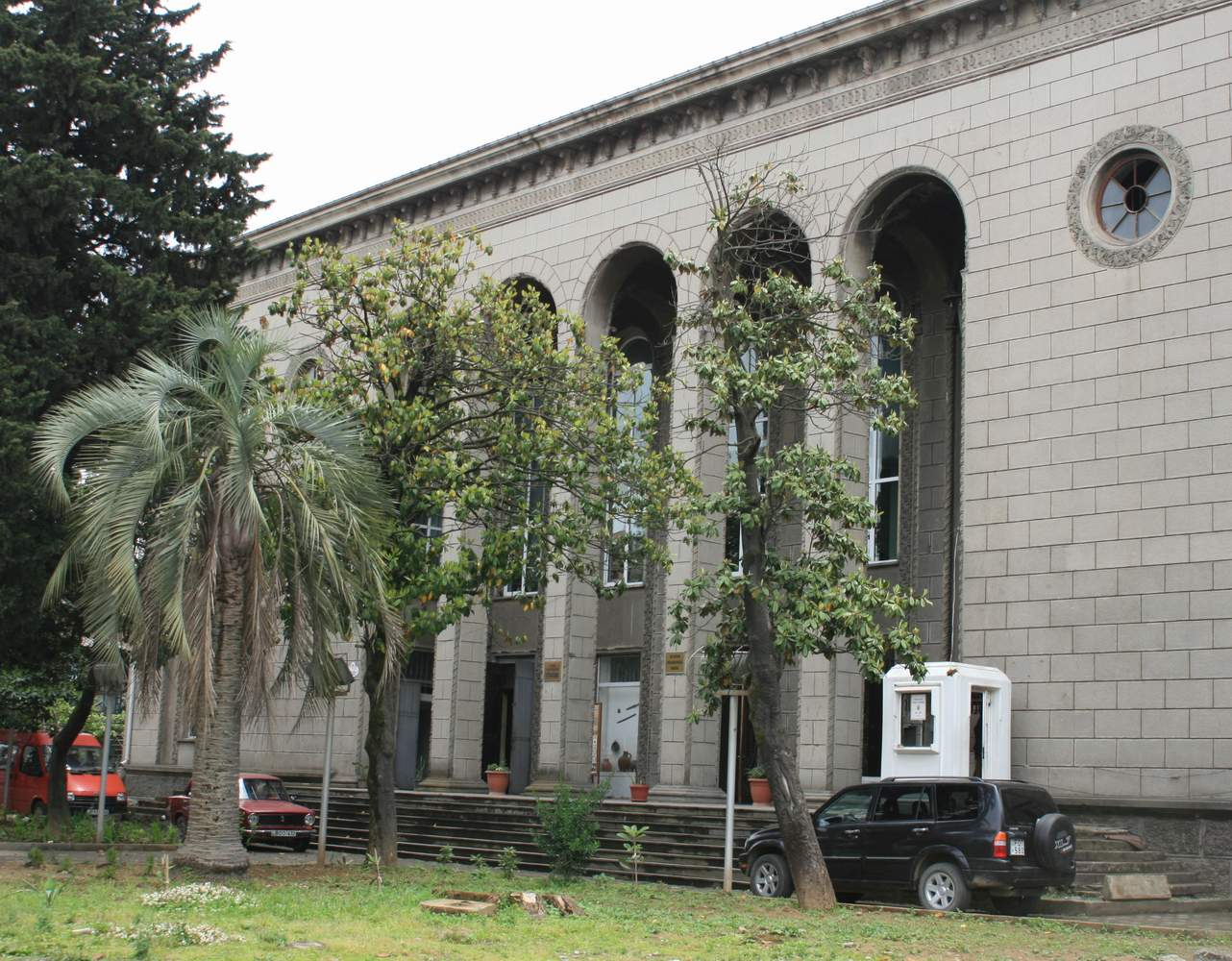
Museu Arqueològic de Batumi
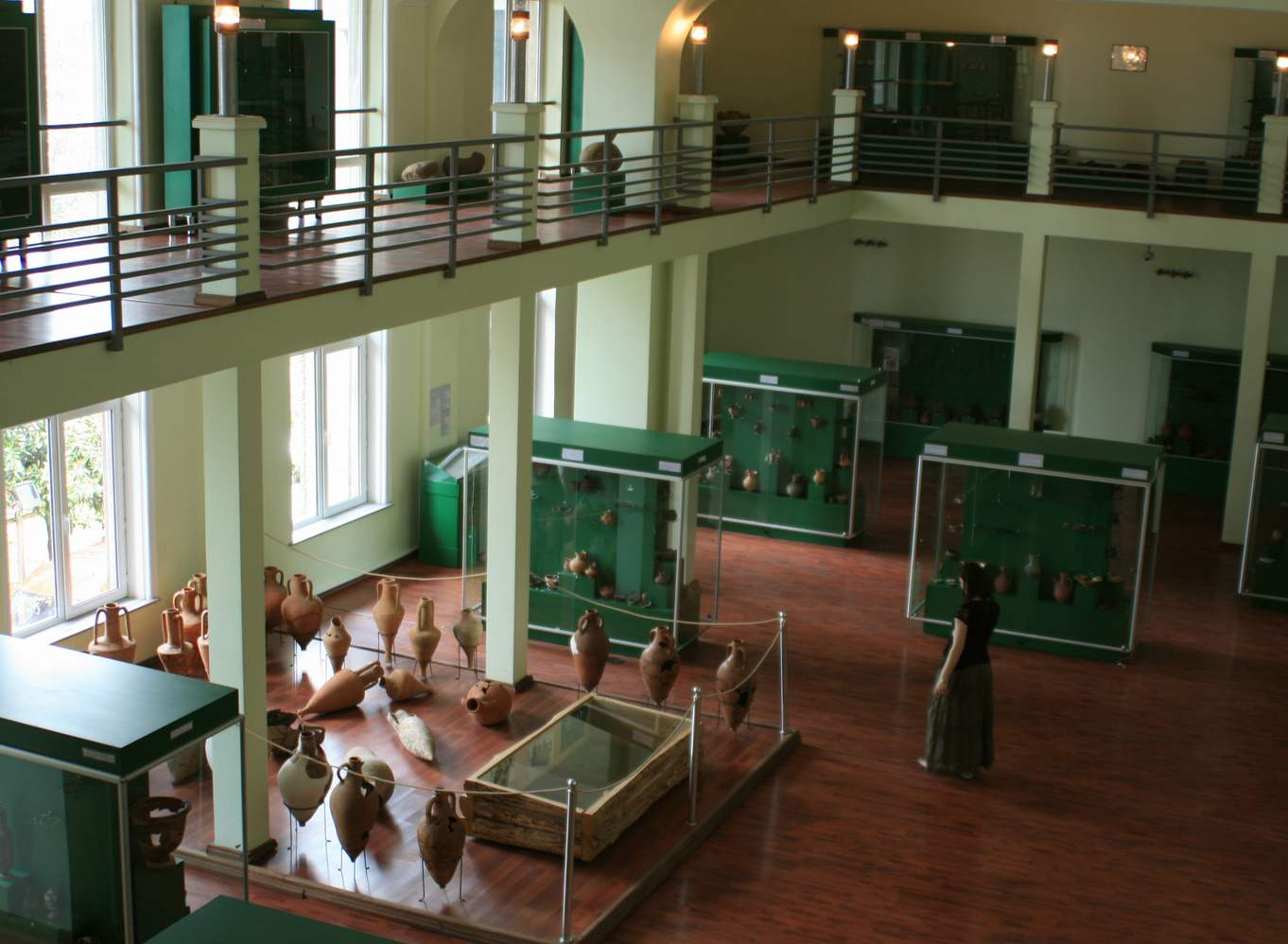
Interior del Museu Arqueològic de Batumi
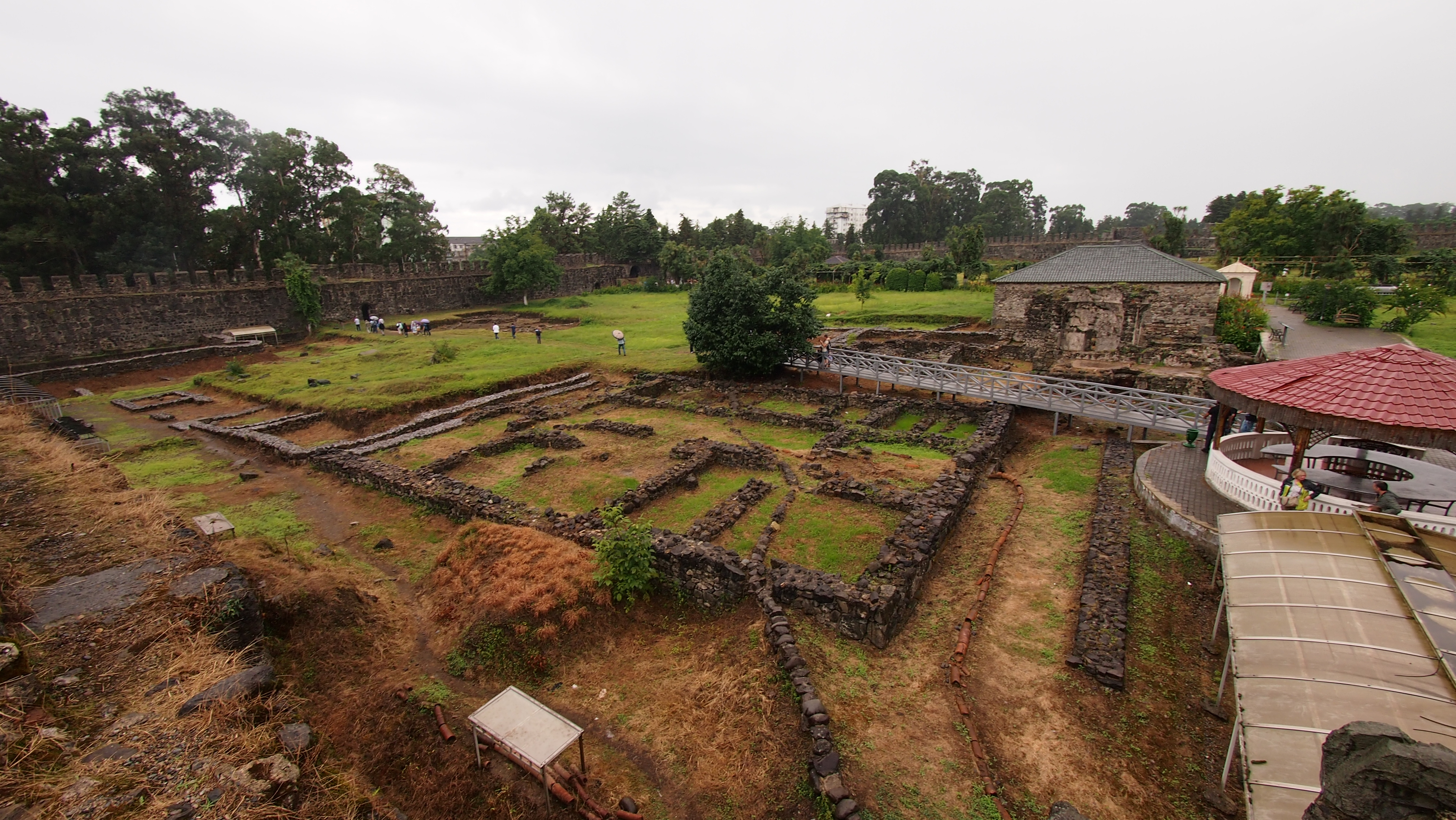
Jaciment arqueològic de Giono-Apasarus
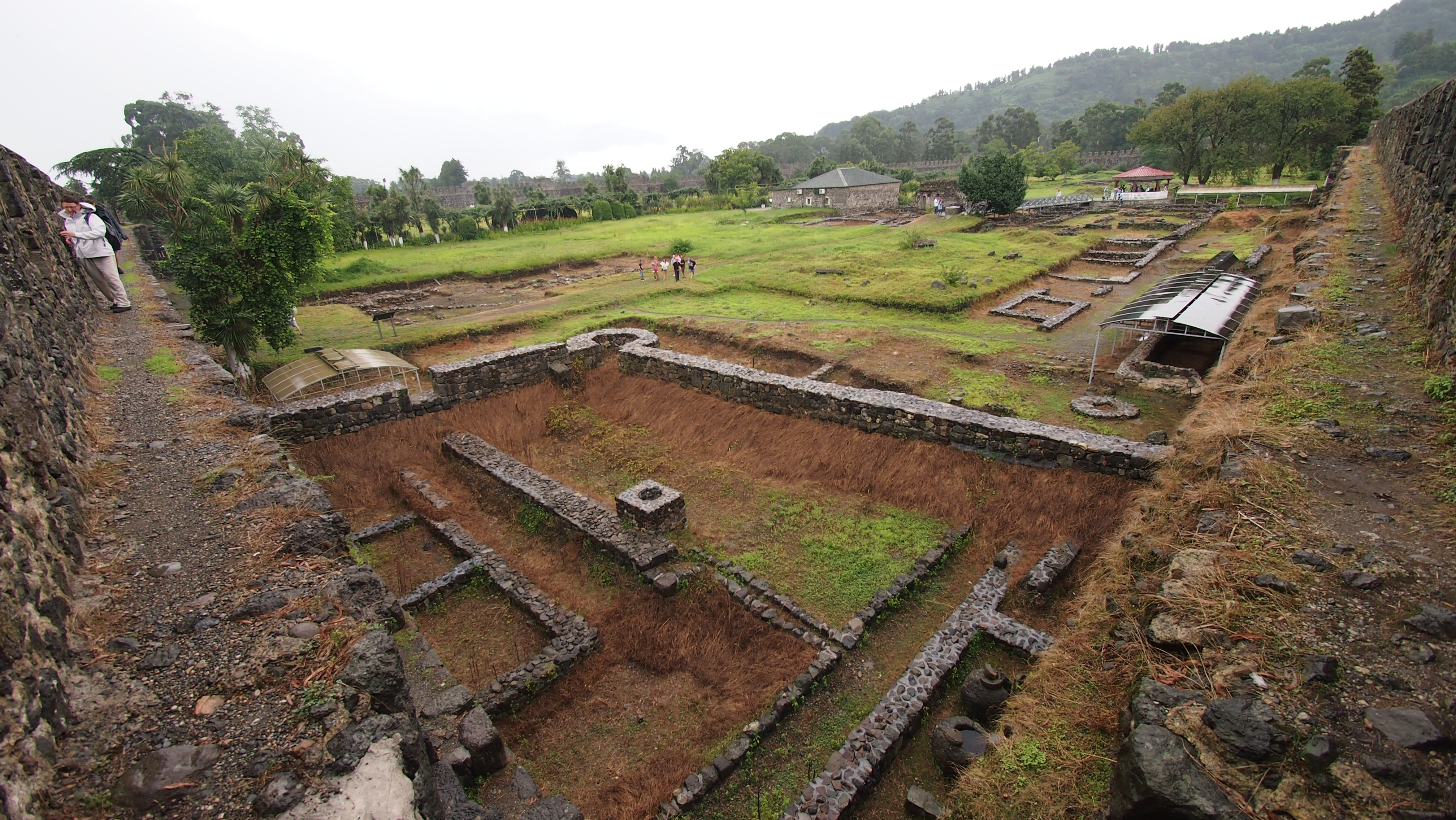
Jaciment arqueològic de Giono-Apsarus
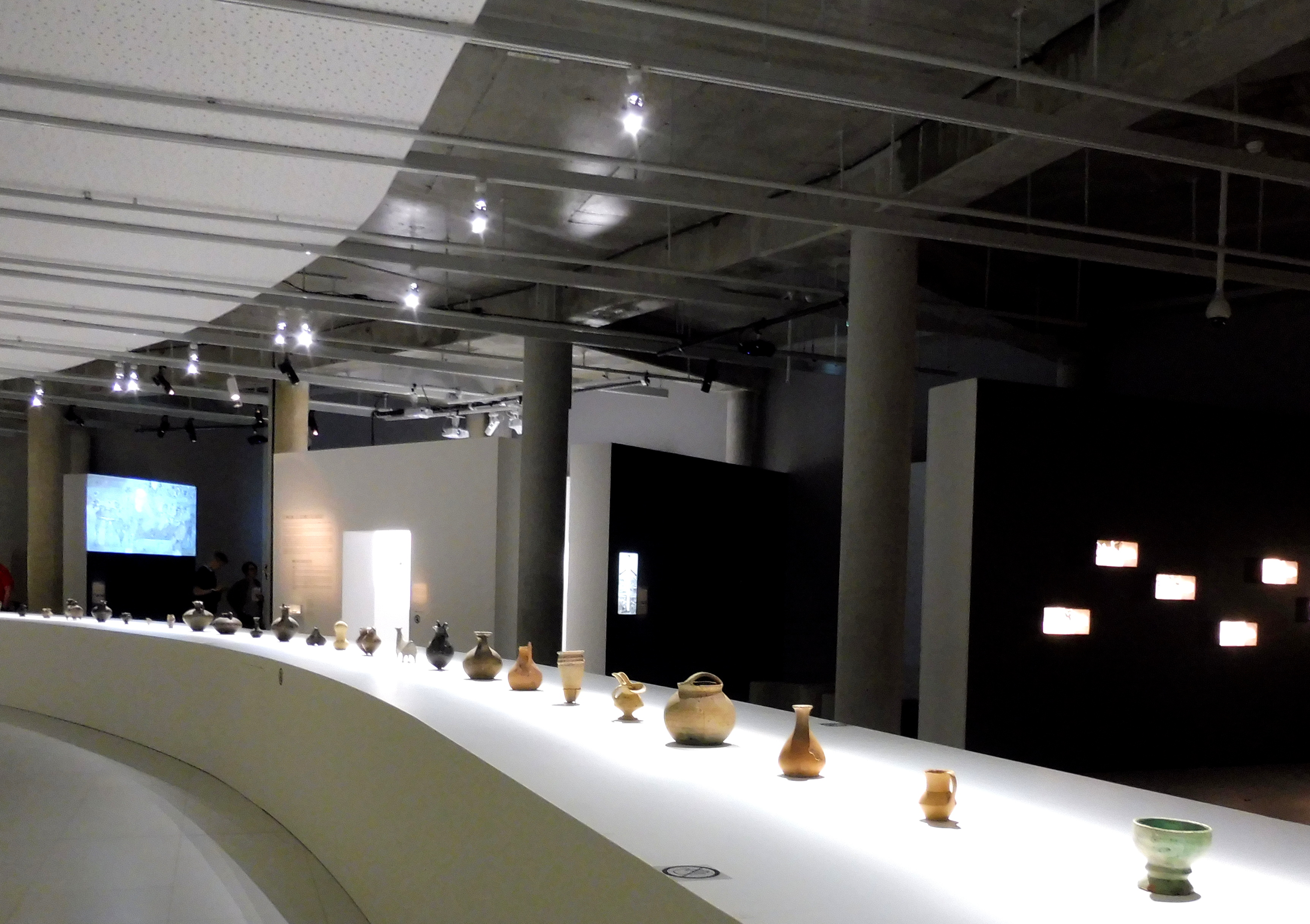
L'exposició temporal Geòrgia, bressol de la viticultura a la Cité du Vin el 2017